# 10806 Мехіко
10806 Мехіко (10806 Mexico) — астероїд головного поясу, відкритий 23 березня 1993 року.
Тіссеранів параметр щодо Юпітера — 3,179.